# Thurston Bay Marine Park
Thurston Bay Marine Park är en park i Kanada.   Den ligger i Strathcona Regional District och provinsen British Columbia, i den sydvästra delen av landet, 3 700 km väster om huvudstaden Ottawa. Thurston Bay Marine Park ligger 72 meter över havet. Den ligger på ön Sonora Island.
Terrängen runt Thurston Bay Marine Park är kuperad. Trakten runt Thurston Bay Marine Park är nära nog obefolkad, med mindre än två invånare per kvadratkilometer.. 
I omgivningarna runt Thurston Bay Marine Park växer i huvudsak barrskog.